# Tijd

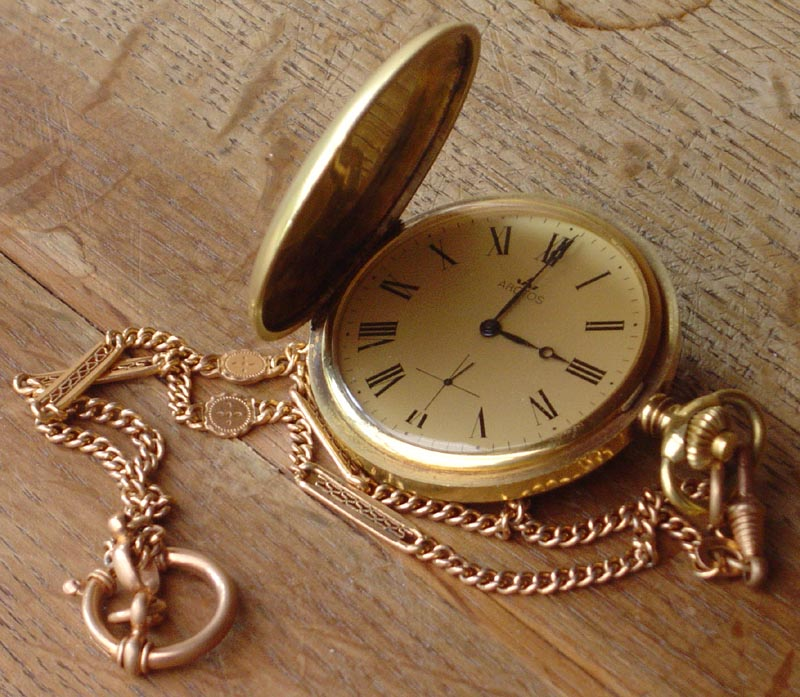
Een draagbaar uurwerk (zakhorloge).

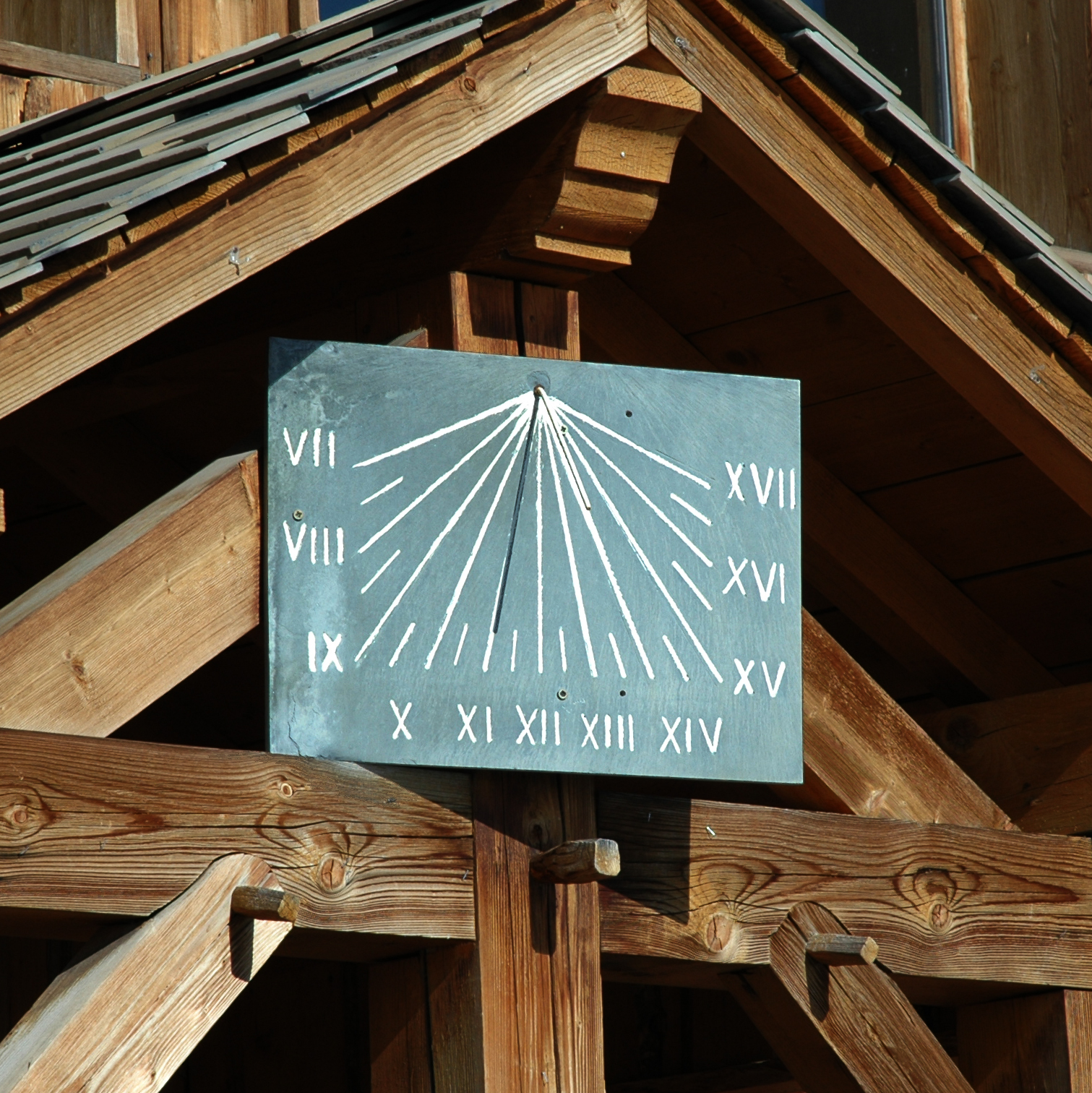
Een zonnewijzer

Tijd is een natuurkundige grootheid. Tijd in klassieke zin is het verschijnsel dat gebeurtenissen geordend kunnen worden; dat van een gebeurtenis gezegd kan worden dat deze na of voor een andere gebeurtenis plaatsvindt.  
Met het begrip tijd kan een bepaald moment of tijdstip worden aangeduid, maar ook een tijdsduur. De beide tijdsbegrippen zijn sterk verweven. Een tijdstip is bepaald door de tijd(sduur) die verstreken is sinds een nulpunt, een tijdstip dat als referentie dienst doet, vaak middernacht. Tijdsduur is het verschil in tijd van twee momenten. In het Nederlands en Frans worden tijdstippen en tijdsduren beide aangegeven in uren, waarbij er verschil is tussen om drie uur en over drie uur. In andere talen, zoals Engels (o'clock en hour) en Duits (Uhr en Stunde) bestaan er aparte begrippen voor. 
Tijd kan na hoogte, breedte en lengte gezien worden als een vierde dimensie.
Naast het verschijnsel van de lineaire, kwantitatieve en meetbare (klok)tijd, is tijd ook een ervaring van elk subject die op een unieke eigen kwalitatieve wijze beleefd wordt. Zie ook: tijdsperceptie.
In de filosofie en taalwetenschap, met name de semantiek, wordt tijdslogica onderzocht. Dit zijn formele logische systemen die het begrip tijd formaliseren.
De speciale relativiteitstheorie van Albert Einstein stelde het begrip bij van tijd, causaliteit en snelheid waarmee informatie zich kan verplaatsen.

## Tijdrekening
Tijd bestaat naar men aanneemt overal in het huidige heelal. Tijd is meetbaar en wordt gemeten in eenheden door middel van een klok. De internationaal vastgelegde SI-eenheid is de seconde.
Zie Lijst van eenheden van tijd voor andere eenheden.
Naast de absolute tijd of reële tijd (zie echter ook onder voor de nuancering daarvan door de relativiteitstheorie) is er de nominale tijd volgens een tijdrekening. Dit betreft het kalendersysteem (waaronder jaartelling), de tijdzone en het systeem van zomertijd of het al of niet van toepassing zijn van zomertijd, en analoog voor schrikkelseconden.
Afhankelijk van de context wordt met tijd het geheel van datum en tijd bedoeld, of alleen de tijd binnen een dag.
Bij het aangeven van een tijdsduur is een complicatie dat de lengte van een maand kan variëren van 28 tot en met 31 dagen, en dat een jaar 365 of 366 dagen kan duren.
Een eigenaardigheid in de tijdsaanduiding (zie bijvoorbeeld ISO 8601) is verder dat minuten en seconden werken als cijfers in het 60-tallig stelsel, dus lopend van 0 (ook geschreven 00) tot en met 59 (en met delen van seconden gewoon decimaal). Maanden worden gewoon geteld beginnend bij 1 en eindigend bij 12.

## Tijdmeting
Al vroeg maakte men gebruik  van de aardrotatie voor tijdmeting. Om vast te stellen wanneer de aarde een rotatie voltooid heeft, moet een oriënteringspunt buiten de aarde gekozen worden. Zodra dit punt een gekozen meridiaanlijn voor de tweede maal passeert, is een dag voltooid. Welke soort dag dit is, hangt af van het gekozen oriëntatiepunt. Vaak koos men de zon, bijvoorbeeld met zonnewijzers, zodat het een zonnedag betrof. Doordat de aarde ook rond de zon draait (nu ten opzichte van de verdere sterren) en de oriëntatie van beide draaiingen ongeveer dezelfde is, duurt het iets langer dan een complete aardrotatie (ten opzichte van de sterren) voordat de zon de  meridiaanlijn  opnieuw passeert. De duur van zo een complete aardrotatie (ten opzichte van de sterren) is de sterrendag, die 23 uur, 56 minuten en 4,09 seconden duurt, tegenover de zonnedag van 24 uur oftewel een etmaal.
De tijd die is gebaseerd op de ware zonnedag noemt men de ware zonnetijd of ware tijd. Dit is de tijd die door een zonnewijzer wordt aangewezen. Met de komst van eenparig lopende uurwerken kwam men erachter dat de zonnedag varieert gedurende het jaar. Doordat de baansnelheid van de aarde rond de zon niet gedurende het gehele jaar dezelfde waarde heeft, varieert de zonnetijd. Dit komt doordat de omloopbaan elliptisch is, waarbij de tweede wet van Kepler opgaat. Hierop werd de middelbare zon geïntroduceerd met de middelbare zonnetijd. Het verschil tussen de ware tijd en de middelbare tijd is de tijdsvereffening.
De klokken werden daarom gelijkgezet op de lokale middelbare tijd. Met de invoering van de spoorwegen werd dit onpraktisch, doordat plaatsen op verschillende lengtegraden een andere tijd hebben. Hierop werd de standaardtijd ingevoerd, de middelbare zonnetijd van een centrale meridiaan. Tot 1940 gold in Nederland de middelbare tijd van Amsterdam, die ongeveer 19 minuten voorloopt op de middelbare tijd van de meridiaan van Greenwich, GMT. Om zo dicht mogelijk bij de lokale middelbare tijd te blijven, werden de tijdzones ingevoerd. In 1928 werd de wereldtijd Universal Time (UT) ingevoerd, gebaseerd op GMT. De poolbeweging bleek er voor te zorgen dat deze tijd niet overal ter wereld gelijk was. Hierop werd een gecorrigeerde tijd ingevoerd, UT1. De andere, afgeleid uit astronomische observaties, werd omgedoopt tot UT0.
Met de komst van nauwkeurige kwartsuurwerken bleek er een wereldwijde seizoensvariatie te zijn, onder andere veroorzaakt door lucht- en waterverplaatsingen. De hiervoor gecorrigeerde tijd was UT2. Deze wordt tegenwoordig vrijwel niet meer gebruikt. De aardrotatie bleek te onregelmatig, zodat men zich ging richten op het tropisch jaar waaruit de efemeridetijd was vast te stellen. Hoewel deze uniform is, is deze ook moeilijk vast te stellen. Door de introductie van de atoomklok in 1955 kon men de internationale atoomtijd (TAI) invoeren. De seconde werd niet langer gedefinieerd als een vast gedeelte van de dag, maar op de overgang tussen de twee hyperfijn energieniveaus van de grondtoestand van een 133Cs-isotoop in rust bij een temperatuur van 0 K. TAI loopt niet gelijk met UT en daarom werd UTC ingevoerd. UTC corrigeert men regelmatig om deze binnen een seconde verschil met UT1 te houden. UTC en TAI lopen dus steeds verder uit elkaar.

## Relativiteit
De ontwikkeling van de speciale relativiteitstheorie door Albert Einstein in het begin van de 20e eeuw maakte absolute tijd, zoals wij die in het dagelijks leven lijken te ervaren, onhoudbaar. Absolute gelijktijdigheid bestaat niet. Van twee verschillende gebeurtenissen a en b (in de zin van niet op dezelfde plaatstijdcombinatie), is het niet altijd zinvol om te zeggen of a eerder of later dan b heeft plaatsgevonden. De ene waarnemer kan eerst a waarnemen en dan b, een andere waarnemer ziet het andersom. Uit twee eenvoudige postulaten leidde Einstein dit alles af.
Maar willekeurig "reizen in de tijd" is echter ook niet mogelijk: causaliteit kan niet verstoord worden. Elke gebeurtenis heeft haar eigen verleden, heden en toekomst. Samengevat, is het niet de tijd die voor iedereen gelijk is, maar wel de snelheid waarmee informatie — of zo men wil causaliteit — kan reizen. Dit laatste is de lichtsnelheid.
Essentieel immers is of er een causaal verband mogelijk is tussen gebeurtenissen a en b, in acht genomen dat een signaal of informatie nooit sneller kan reizen dan het licht.

### Ruimteachtigverband: voor sommige waarnemers gelijktijdig
Veronderstel dat b volgens een waarnemer kort na a gebeurt, maar dat de afstand tussen a en b zeer groot is. In dit geval kan b in zijn ogen geen gevolg zijn van a, omdat een signaal uit a nooit op tijd aankomt bij b. De twee gebeurtenissen a en b zijn dus zeker niet causaal verbonden; er wordt ook wel gezegd dat ze een ruimteachtig verband hebben. Maar niet alleen voor deze waarnemer: in deze situatie zullen alle andere waarnemers ook een ruimteachtig verband waarnemen, en eveneens concluderen dat er geen causaal verband kan zijn. Maar onder hen zijn er wel sommigen die waarnemen dat a en b gelijktijdig plaatsvinden, of dat a gebeurt ná b. 
Niets of niemand kan aan beide gebeurtenissen deelnemen. De gebeurtenissen zitten in elkaars "heden", wat een minder streng concept is dat correcter is dan het subjectieve "gelijktijdigheid".

### Tijdachtigoflichtachtigverband: voor geen enkele waarnemer gelijktijdig
Stel nu dat a en b gebeurtenissen zijn die gebeuren op plaatsen die niet ver van elkaar liggen, terwijl volgens een waarnemer b zoveel later gebeurt dan a, dat een signaal of het licht van a naar b kon gereisd zijn. In dat geval kan er een causaal verband zijn tussen de gebeurtenissen, en kan b een gevolg zijn van a, maar niet omgekeerd. Er wordt ook wel gezegd dat ze een tijdachtig verband hebben, met lichtachtig verband een speciaal grensgeval daarvan. Alle andere waarnemers zullen ook respectievelijk een tijdachtig of lichtachtig verband waarnemen, en voor iedereen gebeurt a vóór b. Dus b zit in de toekomst van a, en a zit in het verleden van b.
Het verband is lichtachtig als alleen een signaal met de lichtsnelheid, en dus niet een waarnemer, kan vertrekken van de ene, en aankomen bij de andere gebeurtenis. De gebeurtenissen zijn dan niet alleen voor geen enkele waarnemer gelijktijdig, maar ook voor geen enkele waarnemer op dezelfde plaats.

### Dagelijks leven
In het dagelijks leven op Aarde hebben mensen en objecten een snelheid ten opzichte van de Aarde, en dus ook ten opzichte van elkaar, die heel klein is ten opzichte van de lichtsnelheid. Daardoor is er in die context praktisch gesproken toch wel min of meer een absolute tijd, bijvoorbeeld UTC. Twee gebeurtenissen met een ruimteachtig of lichtachtig verband zijn hier praktisch gelijktijdig. Twee gebeurtenissen met een tijdachtig verband zijn hier al of niet praktisch gelijktijdig.

## Tijd als vierde dimensie
Er zijn overeenkomsten aan te wijzen tussen de begrippen ruimte en tijd. Een gebeurtenis heeft behalve een plaats ook een tijdstip, en evenzo kan een object bepaalde afmetingen in de ruimte hebben, maar ook in de tijd indien het gedurende een bepaalde duur bestaat. Omdat de ruimte uit drie dimensies bestaat, wordt tijd weleens de vierde dimensie genoemd. Een gebeurtenis heeft aldus een "positie" in de zogenaamde ruimtetijd. In de natuurkunde is het op deze manier samen beschouwen van ruimte en tijd soms praktisch. Als men relativistische verschijnselen in aanmerking wil kunnen nemen modelleert men deze ruimte niet als vierdimensionale euclidische ruimte, maar als minkowski-ruimte.
Aan de andere kant is er onderscheid tussen ruimte en tijd. Men kan zich vrijelijk bewegen in de ruimte, maar niet in de tijd. Vanuit theoretisch oogpunt is dit alles het gevolg van de wetten van de causaliteit en het onderscheid tussen ruimteachtige en tijdachtige verbanden zoals dit volgt uit de relativiteitstheorie. Elke natuurkundewet of -theorie zal dan ook onderscheid moeten maken tussen tijd en ruimte volgens deze principes.

## Symboliek
De lineaire, voortschrijdende tijd wordt vaak gepersonifieerd als een oude man met baard en een zeis in zijn hand, Vadertje Tijd. Dit is een verwijzing naar de oude Griekse god Chronos. Als diens tegenhanger kenden de Grieken Kairos, de god van het geschikte ogenblik en van de kwalitatieve tijdsbeleving van het subject.
Het woord 'tijd' is in het Nederlands vanouds vrouwelijk (indertijd), evenals in het Duits, maar volgens de hedendaagse woordenboeken is het mannelijk (tand des tijds).
Men vermoedt dat schrijvers vanwege Vader Tijd het geslacht veranderden.
Dat kon ongestraft gebeuren doordat er in het Nederlands nauwelijks nog verschil is tussen mannelijke en vrouwelijke woorden.